# Ophionomima
Ophionomima is een vliegengeslacht uit de familie van de roofvliegen (Asilidae).

## Soorten
- O. solocifemur Enderlein, 1914